# Конюшенный двор
Конюшенный двор — комплекс зданий на Конюшенной площади Санкт-Петербурга.
Здание в стиле «второго барокко», фасад которого обращен к площади, в XIX веке занимал Музеум придворных экипажей (Конюшенный музей). Здание бывшего мастерового двора комплекса находится на углу Конюшенной площади и набережной канала Грибоедова. Внутри комплекса располагались конюшни и экипажные сараи.

## История

### До революции
В 1840-е годы назрела необходимость постройки отдельного здания для музея придворного конюшенного ведомства, где можно было бы выставить напоказ устаревшие модели царских экипажей. Специально для музея на южной стороне Конюшенной площади архитектором П. С. Садовниковым проектируется и возводится двухэтажное строение в формах елизаветинского барокко. Фасад обращает на себя внимание богатым пластическим решением.
В 1860 году на старейшей площади Санкт-Петербурга, рядом с императорскими конюшнями, возникает Музей придворного экипажа. Фасад здания определяют пятнадцать дубовых арок каретника на первом этаже, на втором этаже располагается коллекционный зал каретно-экипажного музея. Среди уникальных императорских экипажей музея находилась взорванная народовольцами карета Александра II. После крушения империи и установления власти Временного правительства музей в сентябре 1917 года был разграблен, многие ценные экспонаты пропали.

### Советские годы
После свержения Временного правительства музей становится филиалом Эрмитажа до 1926 года.
С конца 1920-х годов здесь организуется первый ленинградский автобусный парк и клуб шоферов имени А. Д. Садовского, который делил площадку со спортивным обществом «Трудовые резервы». В советское время здание продолжало использоваться транспортниками: в 1926 — 1940 гг. его занимал автобусный парк, после 1950 — таксомоторный парк и центр диспетчерской службы такси, с 1990 — филиал государственного предприятия «Пассажиравтотранс».

### Современность
В начале XXI века здание было реконструировано с целью устройства досугово-развлекательной зоны с кафе, ресторанами и садом.

## Галерея

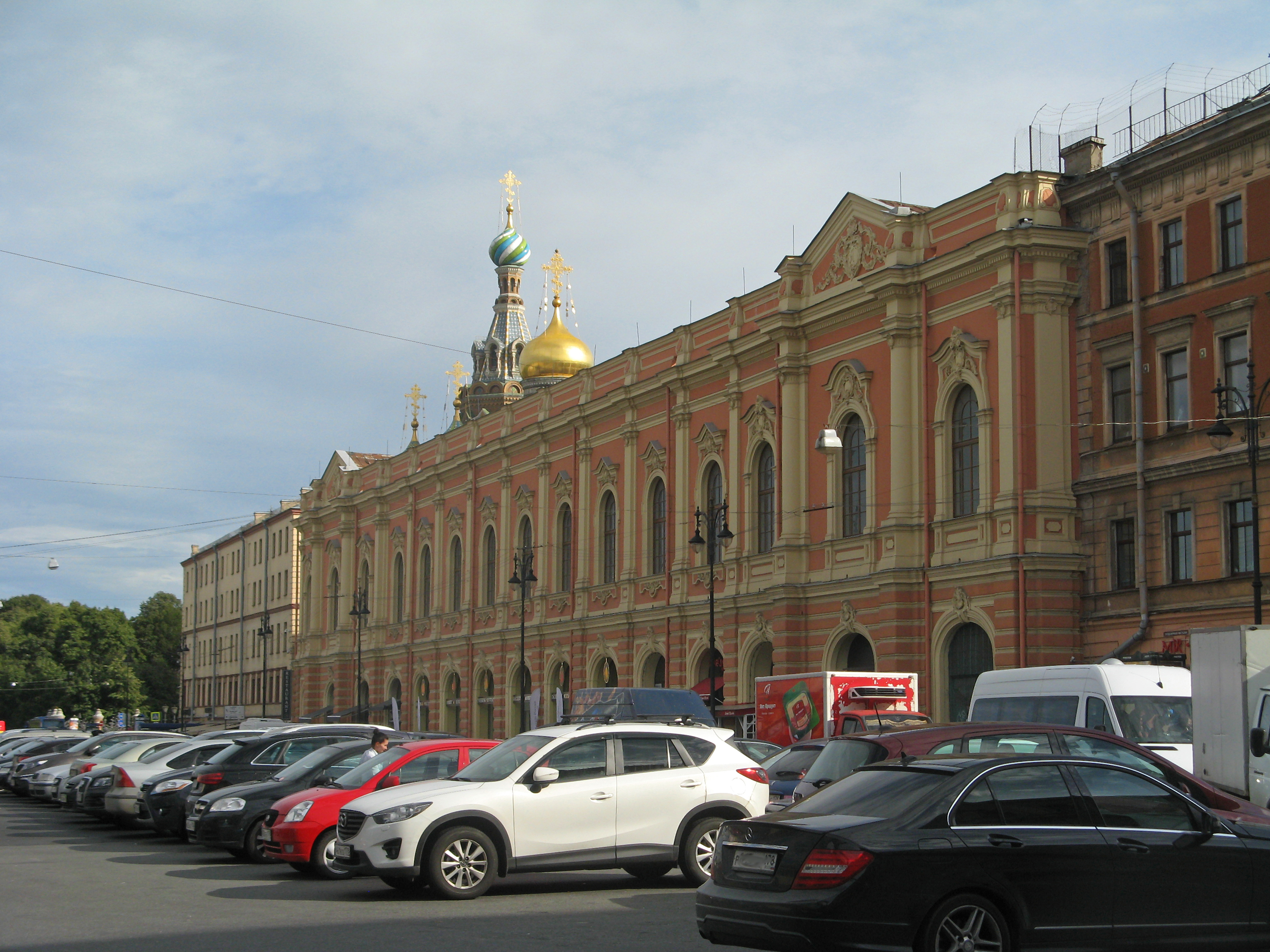
Конюшенный музей и мастеровой двор.
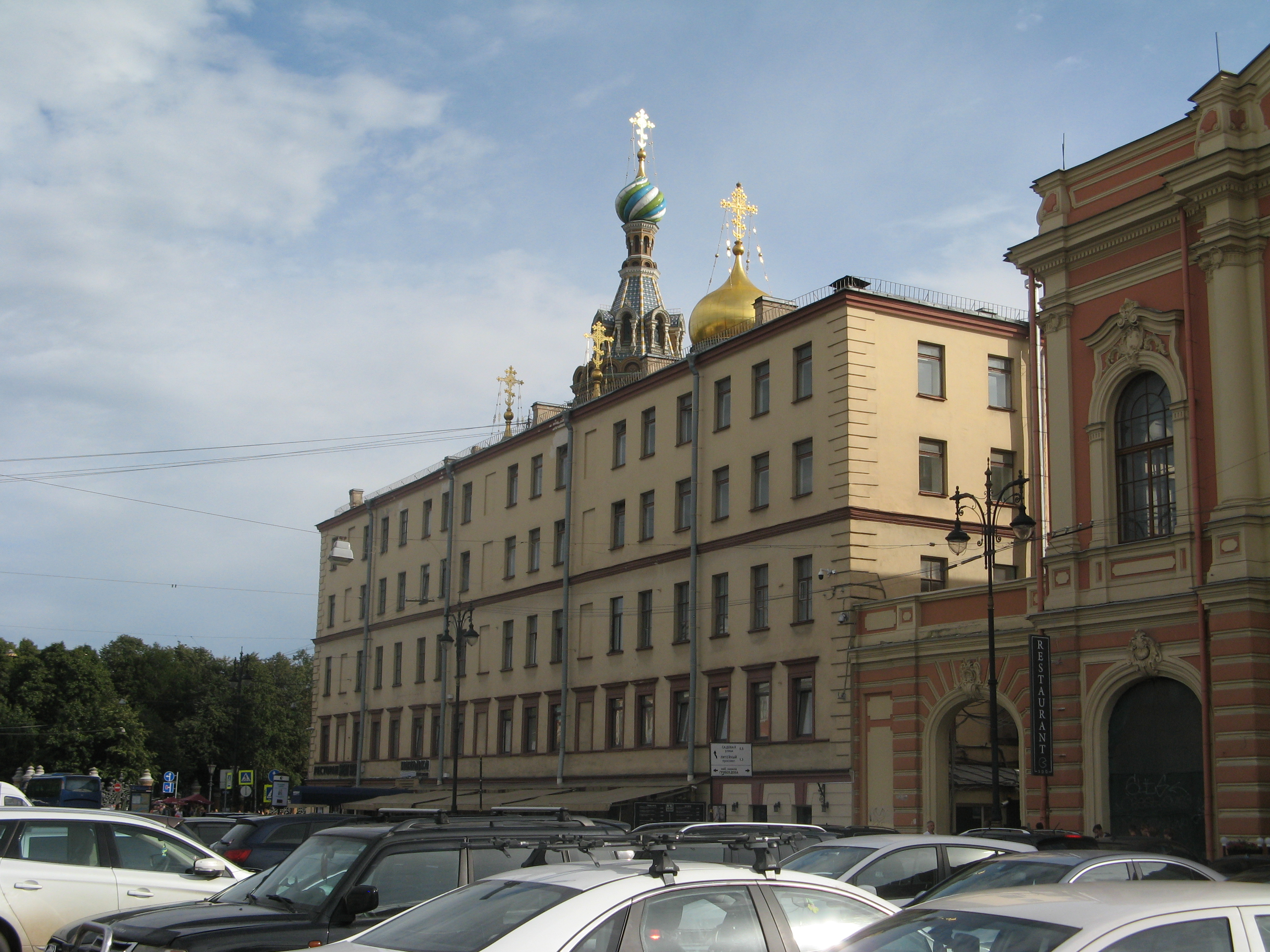
Здание мастерового двора.
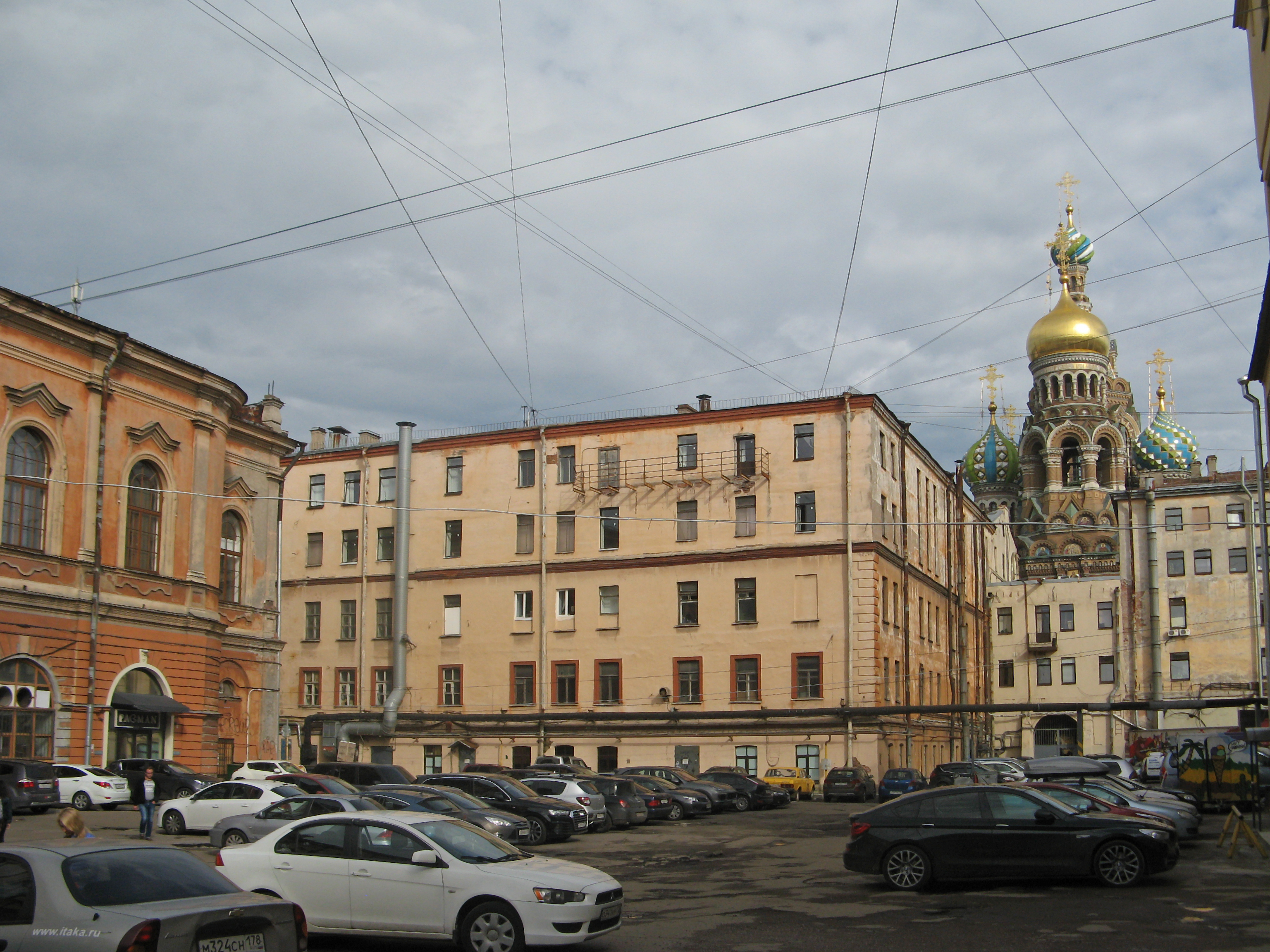
Вид на комплекс со двора.
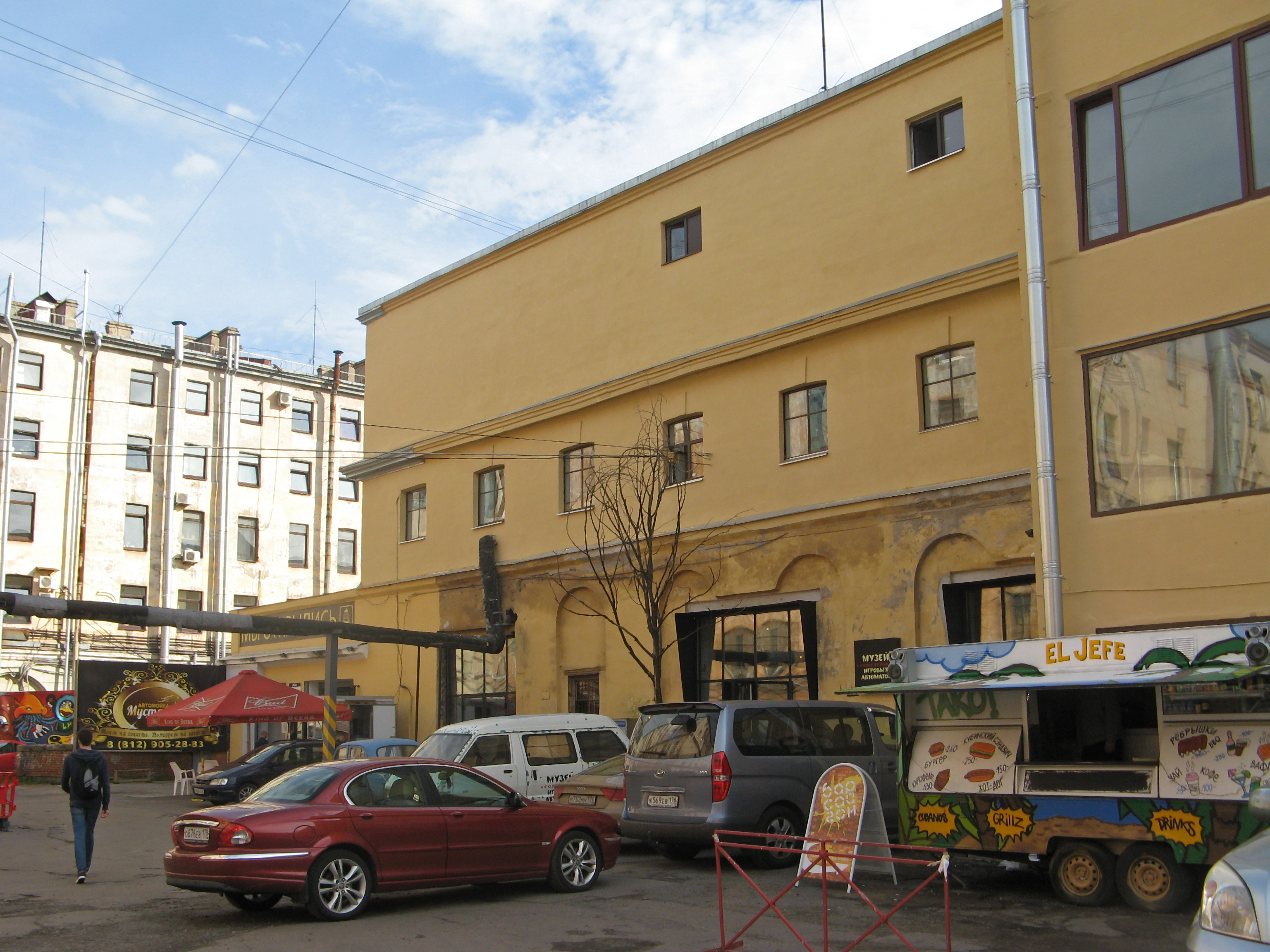
Конюшни с современной надстройкой.
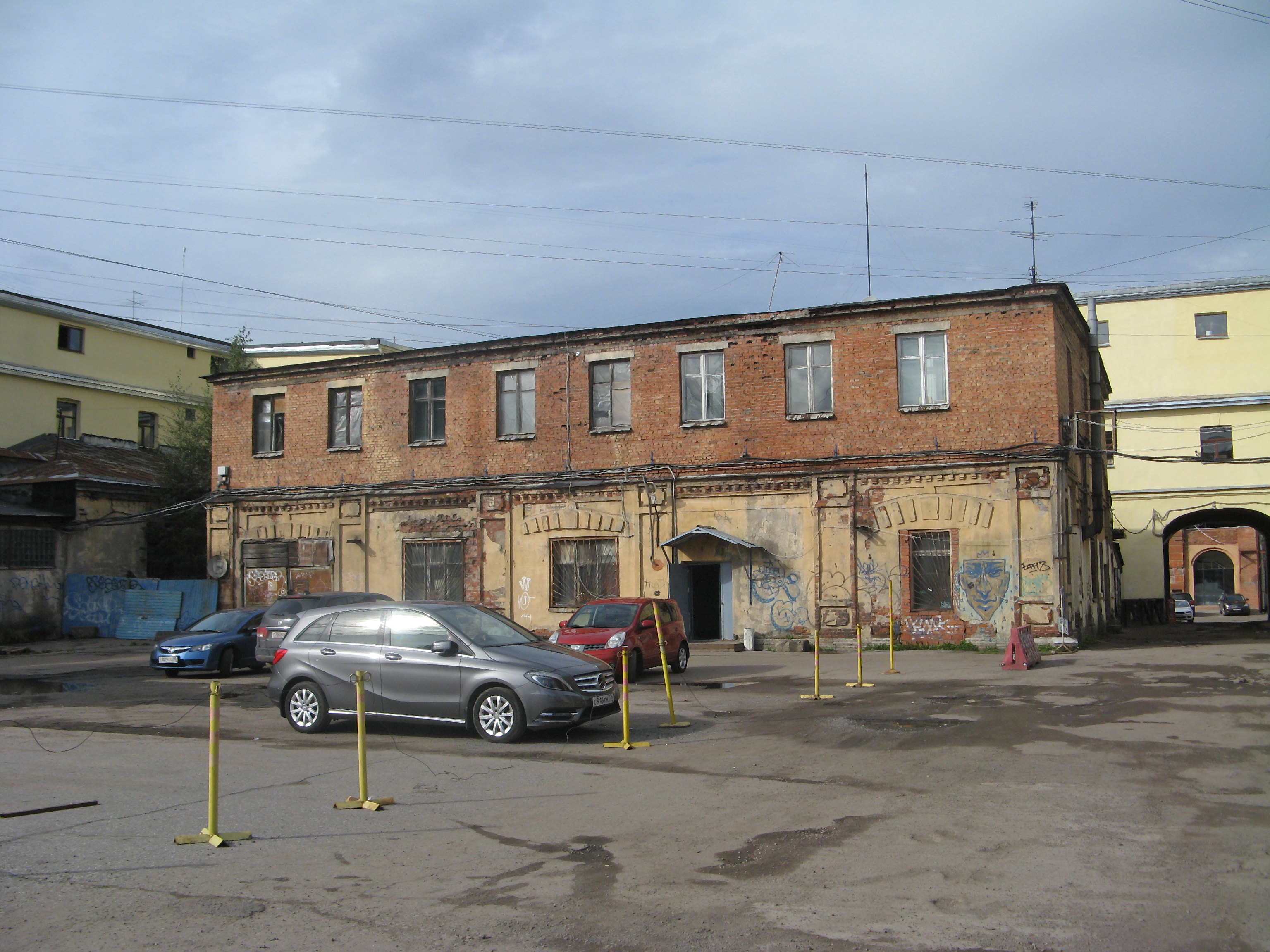
Конюшни с современной надстройкой.
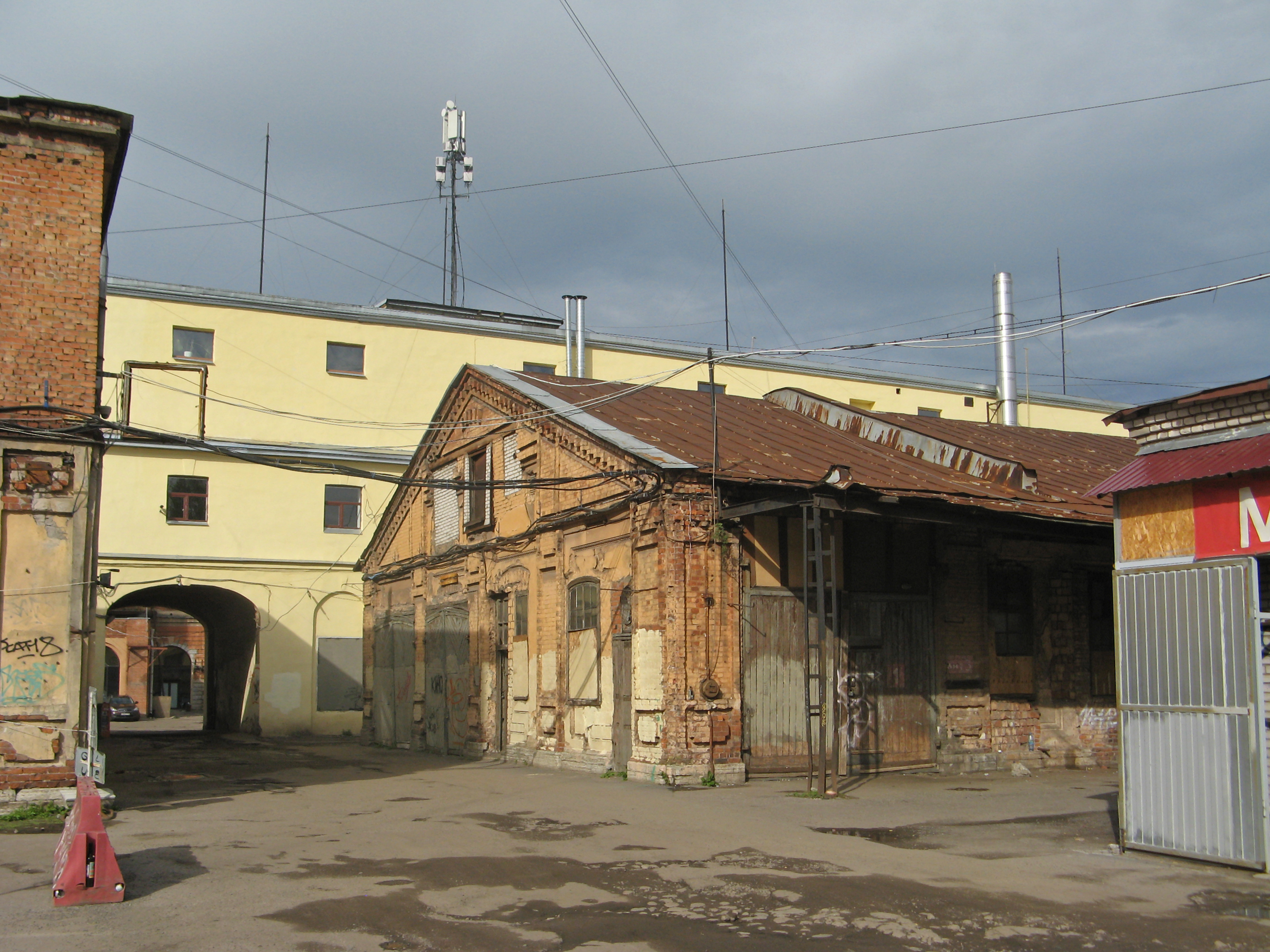
Один из экипажных сараев.